# Cebus (standard)
CEBus(r), abbreviazione di Consumer Electronics Bus, noto anche come EIA-600, è un insieme di standard elettrici e protocolli di comunicazione per dispositivi elettronici per la trasmissione di comandi e dati. È adatto all'uso per dispositivi domestici e per uffici, e potrebbe essere utile per interfacce di utilità e per applicazioni industriali leggere.

## Storia
Nel 1984, i membri della Electronic Industries Alliance (EIA) hanno identificato la necessità di standard che includessero più capacità rispetto allo standard di automazione domestica de facto X10.  X10 ha fornito una trasmissione "alla cieca" (ovvero una trasmissione effettuata senza ottenere una ricevuta, o ricevuta di ritorno, dalla stazione di destinazione prevista) dei comandi ON, OFF, DIM, BRIGHT, ALL LIGHTS ON, e ALL UNITS OFF sulla linea elettrica, e in seguito tramite mezzi a infrarossi e a corto raggio. Per un periodo di sei anni, ingegneri che rappresentavano aziende internazionali si sono incontrati su base regolare e hanno sviluppato uno standard proposto. Essi hanno chiamato questo standard CEBus (pronunciato "see bus" in inglese).  Lo standard CEBus è stato rilasciato nel settembre 1992.
Il CEBus è un insieme di documenti di specifiche ad architettura aperta che definiscono i protocolli per i prodotti che comunicano attraverso cavi elettrici, cavi a doppino ritorto a bassa tensione, cavi coassiali, infrarossi, RF, e a fibra ottica. 
Lo standard CEBus è stato sviluppato sulla base di un protocollo IR (infrarossi) sviluppato da GE (General Electric). Questo lavoro è stato trasferito alla EIA all'inizio del coinvolgimento della EIA, secondo il piano che esso sarebbe stato ampliato e poi mantenuto dalla EIA.

## Tecnologia

### Linea Elettrica
Lo standard CEBus include cose come la modulazione a spettro espanso sulla linea elettrica. Lo spettro espanso comporta l'avvio di una modulazione ad una frequenza e l'alterazione della frequenza durante il suo ciclo. Lo standard della linea elettrica CEBus inizia ogni burst a 100 kHz, e aumenta linearmente a 400 kHz durante una durata di 100 microsecondi. Entrambi i burst (indicato come stato "superiore") e l'assenza di burst (indicato come stato "inferiore") creano cifre simili, quindi non è necessaria una pausa intermedia.
Una cifra 1 viene creata da uno stato inferiore o superiore che dura 100 microsecondi, e una cifra 0 viene creata da uno stato inferiore o superiore che dura 200 microsecondi. Di conseguenza, la velocità di trasmissione è variabile, a seconda di quanti caratteri sono uno e quanti sono zero; il rateo medio è di circa 7.500 bit al secondo. Un burst di 400 microsecondi è un indicatore di fine frame e consente inoltre di risparmiare tempo. Ad esempio, se il campo dell'indirizzo di destinazione a 32 bit presenta alcuni dei suoi bit più significativi pari a zero, non è necessario che vengano inviati; la fine del frame delimita il campo e tutti i dispositivi riceventi assumono che i bit non trasmessi siano zero.
Le trasmissioni CEBus sono stringhe o pacchetti di dati che variano anche in lunghezza, a seconda di quanti dati sono inclusi. Alcuni pacchetti possono essere lunghi centinaia di bit. La dimensione minima del pacchetto è di 64 bit, che con una velocità media di 7.500 bit al secondo, richiederà circa un 117o di secondo per essere trasmessa e ricevuta.

### Altri mezzi
Vengono specificati altri mezzi oltre alla linea elettrica: cavo coassiale, infrarosso,  radio frequenza, e fibra ottica. Le offerte iniziali supportavano solo una linea elettrica.

### Indirizzi
Lo standard CEBus prevede indirizzi di dispositivo impostati nell'hardware in fabbrica e include 4 miliardi di possibilità. Lo standard offre anche un linguaggio definito di molti controlli orientati agli oggetti i quali includono comandi come volume su, avanzamento veloce, riavvolgimento, pausa, salto e temperatura su o giù di 1 grado.

### Linguaggio Applicazione Comune (CAL)
Lo standard CEBUS include un gran numero di tabelle di controllo e operative, chiamate contesti CAL. Queste tabelle identificano una varietà di comandi di controllo e monitoraggio che vengono utilizzati dai dispositivi remoti (altrove in una casa, o con Internet, anche altrove nel mondo) per comunicare con i prodotti certificati CEBus. Le tabelle includono comandi per azioni molto semplici, come accensione, spegnimento, cambio canale, ecc. Sono incluse anche la possibilità per funzionalità molto sofisticate e per scoprire ed elencare funzionalità. Ad esempio, due prodotti possono comunicare tra loro, in modo completamente automatico, per scoprire quali funzionalità esistono nel Prodotto A, in modo che il Prodotto B possa quindi visualizzare tali informazioni, o semplicemente utilizzarle per selezionare i servizi disponibili, ad esempio: un elenco di canali/ingressi/uscite disponibili, funzionalità speciali disponibili (come la modalità Away, la modalità Movie, i parametri di sicurezza, ecc.) o tabelle di dati all'interno di un contatore di energia elettrica residenziale.
Lo stack standard CEBus semplificato include HPnP, i contesti CAL, lo standard CEBus ed EIA-600.